# Antonio de Solís y Ribadeneyra

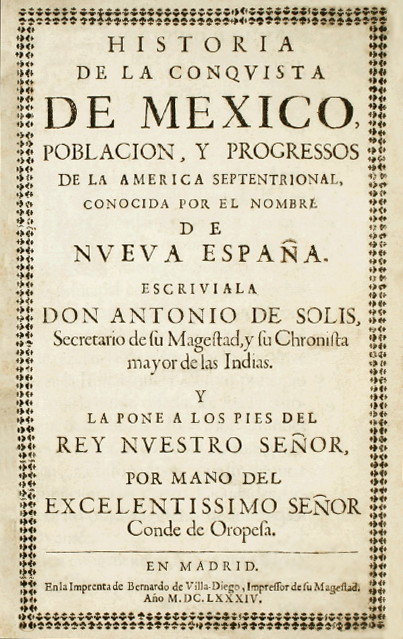
Historia de la conquista de México. Madrid: 1684.

Antonio de Solís y Ribadeneyra (18 juillet 1610 - 19 avril 1686) est un dramaturge et historien espagnol. Il est considéré comme l'un des plus grands écrivains espagnol de l'époque baroque[réf. nécessaire].

## Biographie
Né le 18 juillet 1610 à Alcalá de Henares, dans la Vieille-Castille, Solís étudia le droit à Salamanque. À l'àge de dix-sept ans, il fit représenter une comédie, Amor y obligación, dont le succès l'engagea dans la carrière du théâtre. Il se lia d'une étroite amitié avec Calderón, qu'il choisit pour son modèle, et donna successivement plusieurs pièces. En même temps Solís étudiait le droit, I'histoire, la politique et la morale, et la littérature. Le comte d'Oropesa, vice-roi de Navarre, voulut être le bienfaiteur du jeune poète, et se I'attacha comme secrétaire. Solís reconnaissant composa, pour la naissance d'un des fils du comte, une comédie, Orphèe et Eurydice, qui fut représentée dans les fêtes données à cette occasion par la ville de Pampelune. Sa réputation le fit appeler à la cour d'Espagne. Il fut nommé en 1654 secrétaire d'État de Philippe IV ; et bientôt après fit représenter à Madrid, pour la naissance de l'infant Philippe-Prosper d'Autriche, Los triunfos di amor y fortuna, dont le succès fut très-brillant. En 1661, il fut nommé par la régente historiographe des Indes. À l'age de cinquante-six ans, il embrassa l'état ecclésiastique et, renonçant à la culture de la poésie, partagea le reste de sa vie entre les devoirs de sa charge et les exercices de piété. Solís mourut à Madrid le 19 avril 1686.

## Œuvres
On a de lui pour le théâtre :
- Amor y obligación (1626)
- El amor al uso (1640). Elle a été adaptée par Scarron et par Thomas Corneille (1651) sous le titre L'Amour à la mode
- Eurídice y Orfeo (1643)
- Amparar al enemigo (1651)
- El alcázar del secreto (1651)
- Un bobo hace ciento (1651)
- Las amazonas (1655)
- La gitanilla de Madrid (1656). Elle est inspirée de La gitanilla de Cervantès.
- Triunfos de amor y fortuna (1657)
- El doctor Carlino
- Entremés del casado sin saberlo (1659)

Sa principale œuvre historique est une Histoire de la conquête du Mexique, publiée en 1684 sous le titre de Historia de la conquista de México, población y progresos de la América septentrional, conocida por el nombre de Nueva España. Elle a été traduite en italien, français (par Samuel Citri de La Guette, 1691) et anglais (par Townshend, 1724).
On a également de lui des Poésies diverses, Madrid, 1692, et des Lettres, 1737.

## Jugements portés sur l'auteur
Les philosophes des Lumières ont jugé sévèrement L'Histoire de la conquête du Mexique d'Antonio de Solis. Dans l'article "Mexique" de l'Encyclopédie de Diderot et d'Alembert on lit : "Je ne conseille à personne de se former une idée de la conquête [du Mexique] qu'en ont faite les Espagnols d'après les mémoires d'Antonio de Solis".
L'article "Gloire" de L'Encyclopédie accuse de Solis d'avoir trahi la vérité historique dans le but de flatter les puissants.